# 武官
武官（ぶかん）とは、国家若しくは君主から官吏たる軍人に任じられた者又はその軍人の官職をいう。一般的に終身官とされる。通常、軍人の職の総称として用いられるが、国家によっては官名として扱う場合もある。

## 日本の武官
日本においては大宝律令以来、官吏を文官と武官に分離している。武官の職としては皇太子の護衛である帯刀舎人などがあった。束帯・冠も文官と形状が異なっていたが、後に兼官が多くなった。
江戸時代の旗本も文官的職務（役方）と武官的職務（番方）に別れて従事していた。ただし、律令制や江戸時代においての文官・武官は完全に分かれていたわけではなく、人事異動によって文官から武官へ移ったり、またその逆もあり得た。
明治時代に創設された日本軍においては、国民の義務として徴兵された兵卒は武官ではなく、職業軍人たる士官・下士官のみ武官とされた。自衛隊では、兵卒に相当する陸士・海士・空士は全て志願によって充足され、国家公務員の身分を有するものである。
文官について服制の定めがない場合でも、武官には制服があることが一般的であるため、制服組とも呼ばれる。